# Dipterocarpus grandifolius
Dipterocarpus grandifolius är en tvåhjärtbladig växtart som beskrevs av Friedrich Anton Wilhelm Miquel. Dipterocarpus grandifolius ingår i släktet Dipterocarpus och familjen Dipterocarpaceae. Inga underarter finns listade i Catalogue of Life.